# Kai Behrend
Kai Behrend est un mathématicien allemand né en 1961. Il est professeur à l'Université de la Colombie-Britannique à Vancouver et ses recherches concernent la géométrie algébrique.

## Travaux
(novembre 2015).

## Prix et récompenses
- 2001 : Prix Coxeter–James[1]
- 2011 : Prix Jeffery-Williams[2]
- 2015 : Prix CRM-Fields-PIMS[3]

En 2014 il est conférencier invité au Congrès international des mathématiciens de Séoul avec une conférence sur On the virtual fundamental class.